# Коклен, Бенуа-Констан
Бенуа-Констан Коклен или Коклен-старший (фр. Benoit-Constant Coquelin; 23 января 1841, Булонь-сюр-Мер — 27 января 1909, Куйи-Пон-о-Дам, Иль-де-Франс) — французский актёр и теоретик театра.

## Жизнь и творчество
Бенуа-Констан Коклен родился в семье пекаря. В возрасте 18 лет учится в консерватории, в классе Ренье. Дебютировал в 1860 году в театре «Комеди Франсэз», исполнял роль Гро-Рене в комедии Мольера «Любовная досада». Первой ролью, прославившей молодого актёра, был Фигаро, сыгранный им в 1862 году в пьесе Бомарше «Свадьба Фигаро». С этого момента он становится одним из первых в «Комеди Франсез» исполнителей комедийных слуг. Однако ввиду того, что в театре за многими ролями, интересными для Коклена, закреплялась преемственность в исполнении актёрами «по старшинству», и поэтому перспективы сыграть их у него не было, Коклен был вынужден в 1885 году уйти из «Комеди Франсез».
Наиболее удачными были роли, сыгранные Кокленом после ухода из «Комеди Франсез». Это Сганарель в «Лекаре поневоле», Журден («Мещанин во дворянстве»), «Тартюф» в одноимённой пьесе (все — комедии Мольера). Однако вершиной его творчества был образ Сирано де Бержерака из одноимённой пьесы Ростана, воплощённый им в парижском театре «Порт-Сен-Мартен», который Коклен возглавлял с 1897 года. Актёр много гастролировал и за пределами Франции. В 1882,1889 и в 1892 годах он посетил с гастролями Россию и выступал в Петербурге, Москве и Одессе.
Б.-К. Коклен написал также две большие работы по теории театрального искусства — «Искусство и театр», вышедшую в свет в 1880 году, и «Искусство актёра» (1886). Здесь автор показывает себя одним из крупнейших актёров — последователей «искусства представления». Выступая в поддержку этой школы против школы «искусства переживания», Коклен пишет:

На мой взгляд, ничто не может быть прекрасным, ничто не может быть великим вне природы; но я вынужден повторить ещё раз, что театр — искусство, а следовательно, природа может быть воспроизведена в нём только с некоей идеализацией или подчёркнутостью, без которой не бывает искусства. Я скажу больше: неприкрашенная природа производит в театре слабое впечатление.
Эрнесто Росси, великий итальянский актёр, в своей книге писал о Коклене:

Не знаю, чему приписать блеск искусства Коклена: природному дарованию или умению совершенствовать его. Технику Коклена не так-то легко было заметить, особенно в комедии, а это значит, что актёр обладал двойным достоинством: умел не только шлифовать своё мастерство, но так скрывать его от глаз публики, что выглядел на сцене абсолютно естественным.
К. С. Станиславский так отзывался об искусстве Коклена:

Оно больше действует на слух и зрение, чем на душу, и потому оно скорее восхищает, чем потрясает…Воздействие такого искусства остро, но непродолжительно. Ему больше удивляешься, чем веришь.
Его младший брат Эрнест Коклен, прозванный Кокленом-младшим, и сын Жан тоже стали известными актерами.